# Isachne fischeri
Isachne fischeri är en gräsart som beskrevs av Norman Loftus Bor. Isachne fischeri ingår i släktet Isachne och familjen gräs. Inga underarter finns listade i Catalogue of Life.